# Edgaria
Edgaria es un género con una especie, Edgaria darjeelingensis, de plantas con flores perteneciente a la familia Cucurbitaceae. 